# D+D Real Czech Masters
Le D+D Real Czech Masters est un tournoi de golf du Tour Européen PGA joué en République tchèque. Il se dispute depuis sa première édition en 2014 sur le parcours de l'Albatross Golf Club, à Prague.

## Palmarès
| Année                                                      | Vainqueur          | Nationalité    | Score | Au par | Écart   | Deuxième(s)                  |
| ---------------------------------------------------------- | ------------------ | -------------- | ----- | ------ | ------- | ---------------------------- |
| 2024                                                       | David Ravetto      | France         | 265   | −23    | 4 coups | Jesper Svensson              |
| 2023                                                       | Todd Clements      | Angleterre     | 266   | −22    | 1 coup  | Matt Wallace                 |
| 2022                                                       | Maximilian Kieffer | Allemagne      | 200   | −16    | 1 coup  | Gavin Green                  |
| 2021                                                       | Johannes Veerman   | États-Unis     | 273   | −15    | 2 coups | Sean Crocker Tapio Pulkkanen |
| 2020 : Tournoi annulé en raison de la pandémie de Covid-19 |                    |                |       |        |         |                              |
| 2019                                                       | Thomas Pieters (2) | Belgique       | 269   | −19    | 1 coup  | Adri Arnaus                  |
| 2018                                                       | Andrea Pavan       | Italie         | 264   | −22    | 2 coups | Pádraig Harrington           |
| 2017                                                       | Haydn Porteous     | Afrique du Sud | 275   | −13    | 2 coups | Lee Slattery                 |
| 2016                                                       | Paul Peterson      | États-Unis     | 273   | −15    | 1 coup  | Thomas Pieters               |
| 2015                                                       | Thomas Pieters     | Belgique       | 268   | −20    | 3 coups | Pelle Edberg                 |
| 2014                                                       | Jamie Donaldson    | Pays de Galles | 274   | −14    | 2 coups | Bradley Dredge               |